# Biperidene
Il biperidene è una molecola dotata di attività di tipo anticolinergico utilizzata nella pratica clinica come agente antiparkinsoniano. In Italia il farmaco è venduto dalla società farmaceutica Laboratorio Farmaceutico S.I.T. con il nome commerciale di Akineton nella forma farmaceutica di compresse da 2 mg, compresse a rilascio prolungato da 4 mg e fiale per iniezione da 5 mg.

## Sintesi del composto
Il farmaco può essere sintetizzato tramite una reazione nucleofila dell'acetilnorbornene con un adeguato reagente di Grignard. Dell'acqua viene successivamente aggiunta come 'workup' per isolare e purificare il prodotto finale.

## Farmacocinetica
Dopo somministrazione orale il biperidene è assorbito rapidamente e quasi completamente dal tratto gastrointestinale. La concentrazione plasmatica massima (Cmax) è raggiunta tra 1 e 2 ore (Tmax) dall'assunzione. La biodisponibilità raggiunge il 33% circa, probabilmente in relazione ad un effetto di primo passaggio. Il farmaco possiede un elevato volume apparente di distribuzione, che ne suggerisce una marcata penetrazione nei tessuti biologici. L'emivita è compresa tra le 18 e le 24 ore. Nell'organismo biperidene viene metabolizzato tramite un processo di idrossilazione.

## Farmacodinamica
Biperidene a livello periferico è un debole anticolinergico (la cui azione è di gran lunga più debole di quella dell'atropina) che possiede attività di tipo antinicotinico. Presenta proprietà di blocco di tutte le strutture periferiche innervate dal sistema parasimpatico (come ad esempio il sistema cardiovascolare e gli organi viscerali). La molecola si caratterizza per una marcata azione anticolinergica centrale, dovuta alla interazione con i recettori muscarinici dell'acetilcolina di tipo M1. Questa proprietà viene utilizzata per risolvere la rigidità muscolare che fa seguito a un'alterata regolazione del sistema extrapiramidale. L'azione inibitrice è molto evidente sugli effetti collaterali di tipo extrapiramidale causati da alcuni psicofarmaci ed in particolare dai neurolettici.
Biperidene agisce anche come agente FIASMA, cioè come inibitore funzionale dell'acido sfingomielinasi (ASM), ed è stato ipotizzato un suo possibile utilizzo nel trattamento di malattie associate con un'aumentata attività di ASM, come il morbo di Alzheimer, la depressione maggiore, e la sindrome da shock endotossico.

## Tossicologia
La LD50 nel ratto per via orale è pari a 713 mg/kg e 43,04 mg/kg per via endovenosa. Nel cane per via orale è pari a 308 mg/kg e 36,33 mg/kg per via endovenosa.

## Usi clinici
Biperidene è utilizzato nel trattamento coadiuvante di tutte le forme di parkinsonismo: nella malattia di Parkinson, nella sindrome parkinsoniana post-encefalitica, nel parkinsonismo su base arteriosclerotica e nella sindrome extrapiramidale secondaria all'uso di sostanze neurolettiche. Il farmaco allevia la rigidità muscolare, riduce la sudorazione anormale e la eccessiva salivazione, migliora disturbi della deambulazione e la discinesia ed agisce, anche se in misura minore, sul tremore.

Off-label, per la sua azione sulla sudorazione, può essere utilizzato per ridurre questo fastidioso disturbo nei soggetti in trattamento farmacologico sostitutivo di mantenimento con metadone.

## Effetti collaterali ed indesiderati
In corso di trattamento biperidene come altre molecole dotate di attività anticolinergica, può causare secchezza delle fauci, disturbi della minzione e costipazione. Questi eventi tuttavia si verificano di rado.
Gli effetti avversi tendono ad essere dose-correlati. Sono in particolare i pazienti geriatrici che possono manifestare gli effetti più gravi ed in particolare stati confusionali o delirio.
- SNC: sonnolenza, vertigini, mal di testa sono relativamente frequenti. A dosaggi più elevati può comparire nervosismo, agitazione, euforia, ansia, disturbi del comportamento, stati confusionali, delirio.  Biperidene può alterare la normale architettura del sonno ed abbassare la soglia per la comparsa di convulsioni.

La somministrazione cronica di farmaci anticolinergici, come appunto biperidene, per il trattamento della malattia di Parkinson è stata posta in correlazione con alcuni casi di demenza.
Raramente, ma a causa del suo debole effetto euforizzante, il farmaco è stato utilizzato a scopo d'abuso.
- Occhi: biperidene può causare visione indistinta, ipertensione oculare, midriasi con o senza fotofobia, disturbi dell'accomodazione. Il farmaco può scatenare una crisi di glaucoma ad angolo chiuso.

## Controindicazioni
Biperidene è controindicato nei soggetti con ipersensibilità nota al principio attivo oppure ad uno degli eccipienti. È inoltre controindicato in pazienti affetti da glaucoma acuto, megacolon, tendenza alla ritenzione urinaria, così come nelle donne in stato di gravidanza e nelle donne che allattano al seno.

## Dosi terapeutiche
Nei soggetti adulti generalmente il trattamento viene iniziato alla dose di 1 mg (mezza compressa), 2 volte al giorno. Tale dose viene progressivamente aumentata fino a 2 mg 3 volte al giorno.
Raggiunto questo dosaggio è bene mantenerlo per alcuni giorni, dopodiché nei soggetti ancora poco rispondenti si potrà continuare ad aumentare gradualmente la dose monitorando la risposta del paziente. Il dosaggio massimo consigliato è pari a 16 mg al giorno.

Nei soggetti con disordini e sintomi extrapiramidali indotti da farmaci è bene ricorrere alla via intramuscolare od endovenosa, somministrando 2 mg ripetibili ogni 30 minuti fino alla risoluzione della sintomatologia. Non si debbono superare gli 8 mg (4 dosi consecutive) al giorno.

## Sovradosaggio
L'intossicazione da biperidene clinicamente appare estremamente simile ad un avvelenamento da atropina: prevalgono i sintomi periferici di tipo anticolinergico quali midriasi, secchezza delle mucose, rossore della cute, febbre, tachicardia, rilassamento della muscolatura intestinale e della vescica. Nel bambino tendono ad essere molto evidenti i segni di compromissione del sistema nervoso centrale: agitazione, confusione mentale, disorientamento e allucinazioni.

Se il sovradosaggio non viene trattato è possibile un'evoluzione fatale, in particolare in età pediatrica. Segni di avvelenamento minaccioso per la vita sono la depressione respiratoria e l'arresto cardiaco.
Nei casi più gravi è possibile ricorrere a un antidoto specifico, la fisostigmina, un inibitore della acetilcolina-esterasi che combina un'azione periferica con un'azione centrale essendo capace di superare la barriera emato-encefalica. Il carbacolo può essere utilizzato per trattare l'atonia intestinale e della vescica. Le funzioni vitali devono essere monitorate e stabilizzate. È indicato un supporto cardiovascolare e respiratorio, se necessario. Può essere necessario trattare l'ipertermia con il raffreddamento corporeo e, all'occorrenza, si può ricorrere al cateterismo vescicale.

## Gravidanza e allattamento
- Gravidanza: gli studi effettuati sugli animali non hanno messo in evidenza un effetto embrio o feto tossico. Poiché non è stata ancora stabilita la sicurezza di biperidene nel corso della gravidanza, l'uso in tale periodo è sconsigliato.
- Allattamento: biperidene viene secreto nel latte delle donne che allattano al seno, in quantità che non è stata ancora precisata. Il farmaco può anche diminuire la produzione di latte materno. Inoltre non esistono dati clinici sufficienti circa gli eventuali effetti sui neonati. Per tutti questi motivi viene raccomandato di non utilizzare biperidene l'allattamento.

## Interazioni
- Altri farmaci psicotropi anticolinergici, antiparkinsoniani e antispastici: potenziamento degli effetti collaterali centrali e periferici.
- Chinidina: potenziamento dell'effetto anticolinergico (particolarmente sulla conduzione AV cardiaca).
- L-Dopa: la contemporanea assunzione con biperidene può facilitare la comparsa di discinesia.
- Petidina (Meperidina): biperidene può accentuare gli effetti collaterali del narcotico sul sistema nervoso centrale.
- Metoclopramide: biperidene ne riduce l'azione.
- Alcool: l'uso di sostanze alcoliche in corso di trattamento con biperidene accentua notevolmente il rischio di una seria intossicazione.